# Élections générales malawites de 1994
L'élection générale malawite de 1994 se déroule le 17 mai 1994 pour l'élection du président et des membres de l'Assemblée nationale. Il s'agit de la première élection multipartite depuis l'indépendance du pays en 1964 (en) et la restauration du multipartisme obtenue suite au référendum malawite de 1993.

Le scrutin donne lieu à une alternance, le Parti du congrès du Malawi (MCP), qui gouverne le pays de 1966 à 1993 sous un régime à parti unique, arrivant en deuxième position derrière le Front démocratique uni (UDF).
Le chef du Parti du Congrès, Hastings Banda, qui exerce le pouvoir présidentiel depuis 1966 (de plus que la charge de premier ministre durant la période coloniale de 1964 à 1966) participe à sa première élection depuis la perte de son titre de président à vie depuis 1993. Il est défait face à Bakili Muluzi qui obtient 47 % des suffrages contre 33 % pour Banda.
À l'Assemblée nationale, l'UDF devient le principal parti dans un parlement minoritaire avec trois sièges de moins que la majorité. Le MCP, qui dominait alors la vie politique malawite, termine en seconde position avec moins du tiers des sièges.
Avec la défaite sans équivoque du MCP, Banda accepte la défaite deux jours après la fermeture des bureaux de vote et promet son soutien et coopération durant la période de transition. Une éventuelle victoire de Banda aurait fait de sa victoire le président le plus âgé de l'histoire avec ses 95 ans.
Cette élection complète la transition démocratique complète du Malawi.

## Mode de scrutin
Le président du Malawi est élu au scrutin majoritaire uninominal à un tour pour un mandat de cinq ans.

## Campagne
Au total, ce sont huit partis politique qui concourent pour les sièges de l'Assemblée nationale au cours de cette élection avec la candidature de 600 candidats et 13 candidatures indépendantes. L'UDF remporte 88 sièges, trois sièges de moins afin d'obtenir la majorité parlementaire, alors que le parti au pouvoir, le MCP, perd 85 sièges pour en obtenir 56 et la seconde position. Des irrégularités dans deux circonscriptions remportées par le MCP de Banda entraîne l'annulation de l'élection. Le taux de participation s'établie à 79,6 %.

## Résultats

### Présidence

Résultats par région et district

| Candidats et colistiers  | Candidats et colistiers         | Partis                   | Voix      | %     |
| ------------------------ | ------------------------------- | ------------------------ | --------- | ----- |
|                          | Bakili Muluzi Justin Malewezi   | UDF                      | 1 404 754 | 47,15 |
|                          | Hastings Banda Gwanda Chakuamba | MCP                      | 996 353   | 33,44 |
|                          | Chakufwa Chihana                | AFORD                    | 562 862   | 18,89 |
|                          | Kamlepo Kalua (en)              | MDP (en)                 | 15 624    | 0,52  |
| Votes valides            | Votes valides                   | Votes valides            | 2 979 593 | 97,97 |
| Invalide / Votes blancs  | Invalide / Votes blancs         | Invalide / Votes blancs  | 61 780    | 2,03  |
| Total                    | Total                           | Total                    | 2 979 593 | 97,97 |
| Inscrits / participation | Inscrits / participation        | Inscrits / participation | 3 775 256 | 80,56 |

### Assemblée nationale

Résultats par circonscription

|                          |                                       |           |        |        |     |
| Parti                    | Parti                                 | Voix      | %      | Sièges | +/- |
|                          | Front démocratique uni                | 1 360 432 | 46,38  | 85     | s/o |
|                          | Parti du congrès du Malawi            | 988 172   | 33,69  | 56     | -85 |
|                          | Alliance pour la démocratie           | 556 457   | 18,97  | 36     | s/o |
|                          | United Front for Multiparty Democracy | 9 721     | 0,33   | 0      | s/o |
|                          | Part démocratique (en)                | 6 980     | 0,24   | 0      | s/o |
|                          | Malawi National Democratic Party      | 2 913     | 0,10   | 0      | s/o |
|                          | Congress for the Second Republic      | 2 118     | 0,07   | 0      | s/o |
|                          | Malawi Democratic Union               | 323       | 0,01   | 0      | s/o |
|                          | Indépendants                          | 6 159     | 0,21   | 0      | s/o |
| Votes valides            | Votes valides                         | 2 933 275 | 97,58  |        |     |
| Invalide / Votes blancs  | Invalide / Votes blancs               | 72 731    | 2,42   |        |     |
| Total                    | Total                                 | 3 006 006 | 100,00 |        |     |
| Inscrits / participation | Inscrits / participation              | 3 775 256 | 79,62  |        |     |

## Suites
Suivant le scrutin, le président-élu Muluzi forme un cabinet de 25 membres le 25 mai incluant des membres du Malawi National Democratic Party et de la United Front for Multiparty Democracy. Il laisse trois postes vaquant avec l'espoir de voir des membres de l'Alliance pour la démocratie se joindre au gouvernement.